# Плутонийдимарганец
Плутонийдимарганец — бинарное неорганическое соединение
плутония и марганеца
с формулой Mn2Pu,
кристаллы.

## Получение
- Сплавление стехиометрических количеств чистых веществ:

{\displaystyle {\mathsf {Pu+2Mn\ {\xrightarrow {1050^{o}C}}\ Mn_{2}Pu}}}

## Физические свойства
Плутонийдимарганец образует парамагнитные кристаллы
кубической сингонии,
пространственная группа F d3m,
параметры ячейки a = 0,7292 нм, Z = 8,
структура типа магнийдимедь Cu2Mg
.
Соединение конгруэнтно плавится при температуре 1050°С.